# Wang Yao-hui
Wang Yao-hui (* 5. Juni 1986) ist ein ehemaliger taiwanischer Leichtathlet, der sich auf den Diskuswurf spezialisiert hat.

## Sportliche Laufbahn
Erste internationale Erfahrungen sammelte Wang Yao-hui vermutlich im Jahr 2002, als er bei den Juniorenasienmeisterschaften in Bangkok mit einer Weite von 55,14 m den fünften Platz belegte. Im Jahr darauf gewann er bei den Jugendweltmeisterschaften in Sherbrooke mit 60,00 m die Bronzemedaille mit dem 1,5-kg-Diskus und schied im Kugelstoßen mit 16,18 m in der Qualifikationsrunde aus. 2004 verpasste er bei den Juniorenweltmeisterschaften in Grosseto mit 52,64 m den Finaleinzug und 2009 gelangte er bei der Sommer-Universiade in Belgrad mit 56,97 m auf Rang elf. Anschließend belegte er bei den Asienmeisterschaften in Guangzhou mit 55,39 m den siebten Platz und gewann dann bei den Ostasienspielen in Hongkong mit 55,18 m die Silbermedaille hinter dem Japaner Shiro Kobayashi. Im Jahr darauf gelangte er bei den Asienspielen in Guangzhou mit 53,97 m auf Rang neun und 2011 wurde er bei den Asienmeisterschaften in Kōbe mit 48,63 m Zehnter. 2013 erreichte er bei den Asienmeisterschaften in Pune mit 50,80 m Rang 13 und im Jahr darauf wurde er bei den Asienspielen in Incheon mit 49,14 m 14. 2020 beendete er dann seine aktive sportliche Karriere im Alter von 34 Jahren.
In den Jahren 2006, 2007 und 2009 wurde Wang taiwanischer Meister im Diskuswurf.

## Persönliche Bestleistungen
- Kugelstoßen: 20,58 m, 19. August 2011 in Athens (taiwanischer Rekord)
  - Kugelstoßen (Halle): 19,55 m, 2. November 2009 in Hanoi (taiwanischer Rekord)
- Diskuswurf: 56,93 m, 21. Oktober 2003 in Panchiao